# Elliptera illini
Elliptera illini là một loài ruồi trong họ Limoniidae. Chúng phân bố ở miền Tân bắc.